# Alexander Wetmore
Pour les articles homonymes, voir Wetmore.
Frank Alexander Wetmore est un paléontologue et un  ornithologue américain, né le 18 juin 1886 à North Freedom, Wisconsin et mort en 1978.

## Biographie
Il est le fils de Nelson Franklin et d’Emma Amelia née Woodworth. Il obtient son Bachelor of Arts à l’université du Kansas en 1912, son Master of Sciences à l’université George-Washington puis son doctorat en zoologie en 1920. Il se marie avec Fay Holloway le 13 octobre 1912.
De 1905 à 1908, il est assistant au muséum de l’université du Kansas. En 1909, il devient assistant au muséum du Colorado à Denver avant de reprendre son poste précédent en 1910. À partir de 1910, il travaille pour le bureau de recherches biologiques du ministère américain de l’agriculture avant d’entrer en 1924 au musée national d'histoire naturelle des États-Unis. Il en est le sixième secrétaire de 1945 à 1952 puis chercheur associé à partir de 1953. Wetmore reçoit un doctorat honoraire en sciences en 1946 de l’université du Wisconsin.
Wetmore reçoit la médaille Isidore-Geoffroy-Saint-Hilaire décernée par la Société nationale d’acclimatation de France en 1927, la médaille Otto-Herman décernée par la Société hongroise d’ornithologie en 1931, la médaille Brewster en 1959, la médaille Elliott-Coues en 1972 et diverses autres récompenses. Wetmore dirige l’American Ornithological Society de 1926 à 1929
Wetmore part pour la première[Quoi ?] en Amérique du Sud en 1911 pour y étudier les oiseaux de Porto Rico. Il reste deux ans sur ce continent. Parmi ses travaux, il faut citer Birds of Haiti and the Dominican Republic (1931) et The Birds of the Republic of Panamá (1965). Mais sa contribution principale est sans doute A Systematic Classification for the Birds of the World (1930, qu’il révise en 1951 puis à nouveau en 1960). Il est l’auteur de près de 190 espèces et sous-espèces d’oiseaux. Plus de cinquante espèces d’animaux et de plantes actuels ou fossiles lui ont été dédiées.

## Liste partielle des publications
- The Book of Birds (1932)
- A check-list of the fossil birds of North America (1940), Washington
- A Checklist of the Fossil and Prehistoric Birds of North America and the West Indies (1940, 1956)
- Song and Garden Birds of North America (1964)
- Water Prey and Game Birds of North America (1965)
- The Bird of Panama 4 volumes (1968)

## Orientation bibliographique
- Ernst Mayr (1979). Alexander Wetmore, Ibis, 121 (4) : 519-520.

## Sources
- Bo Beolens et Michael Watkins (2003). Whose Bird ? Common Bird Names and the People They Commemorate. Yale University Press (New Haven et Londres).
- Allen G. Debus (dir.) (1968). World Who’s Who in Science. A Biographical Dictionary of Notable Scientists from Antiquity to the Present. Marquis-Who’s Who (Chicago) : xvi + 1855 p.